# Jesenska krajina s pogledom na Het Steen v zgodnjem jutru
Jesenska krajina s pogledom na Het Steen v zgodnjem jutru, imenovan tudi Château de Steen z lovcem ali preprosto Het Steen, je krajinska slika flamskega umetnika Petra Paula Rubensa iz leta 1636. Meri 131,2 cm x 229,2 cm in je zdaj v Narodni galeriji v Londonu.
Redek primer dela, ki ga je umetnik naslikal za lastno zadovoljstvo in ne po naročilu, prikazuje pogled na posestvo Het Steen blizu Bruslja, ki ga je Rubens pridobil leta 1635, postavljeno v zgodnjo jutranjo jesensko pokrajino. Sprva je nameraval ustvariti precej manjšo sliko, ki bi se osredotočila na hišo, s pomočjo treh majhnih hrastovih desk, ki so bile verjetno prihranjene iz njegovega ateljeja, a je bilo z razvojem koncepta dodanih še sedemnajst plošč.
Slika je vplivala na umetnike, med katerimi je bil John Constable v času, ko je delal za sira Georgea Beaumonta, ki je bil potem lastnik slike in jo je kasneje leta 1823 podaril Narodni galeriji. 
Slika je znana po tem, da prikazuje prvo prepričljivo umetniško upodobitev luskastega neba.